# Strategy&
Strategy& (anteriormente Booz & Company) es un equipo global de consultoría estratégica en PricewaterhouseCoopers establecido en los Estados Unidos en 1914. La firma fue adquirida por PwC el 4 de abril de 2014, y está  activa en una amplia gama de sectores, incluyendo Bienes de consumo, Energía, Servicios financieros, Telecomunicaciones y Transporte.

## Asignaciones prominentes
Strategy& ha intervenido en varias citas notables públicas y privadas a lo largo de sus años. Los inicios del sistema de contratos para las películas de Hollywood, la fusión de las ligas de fútbol americano y de la nacional, el rescate de la Corporación Chrysler de la bancarrota, y la creación de Deutsche Telekom a partir de las agencias gubernamentales que habían crecido a ambos lados del “telón de acero" son todas asignaciones que involucraron a Booz.